# 仁寿 (隋)
仁寿（じんじゅ）は、隋の文帝楊堅の治世に行われた2番目の元号。601年 - 604年

## 出来事
- 4年7月：文帝崩御。煬帝楊広が即位。

## 西暦・干支との対照表
| 仁寿 | 元年  | 2年   | 3年   | 4年   |
| 西暦 | 601年 | 602年 | 603年 | 604年 |
| 干支 | 辛酉  | 壬戌  | 癸亥  | 甲子  |

## 他元号との対照表
| 仁寿 | 元年   | 2年    | 3年    | 4年    |
| 高昌 | 延昌41 | 延和元 | 延和2  | 延和3  |
| 新羅 | 建福18 | 建福19 | 建福20 | 建福21 |